# Michel Anguier
Michel Anguier (Eu, 1612 – Parigi, 1686) è stato uno scultore francese.

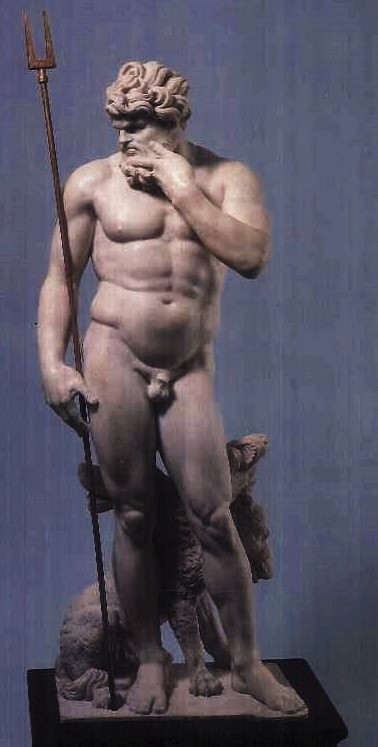

Si recò a Roma nel 1641, per poi tornare in Francia nel 1651, ove collaborò con il fratello François Anguier al monumento funebre di Enrico di Montmorency. Fu decoratore del Louvre, ma anche autore di opere scultoree come la Natività e l'Anfitrite.
La sua salma venne inumata, come quella del fratello François, nella chiesa di Saint Roch a Parigi.